# Autostrada A47 (Franța)
Autostrada A47 este o autostradă franceză care leagă orașele Givors și Chasse-sur-Rhône (nodul rutier de la Ternay cu autostrăzile A7 și A46) de Saint-Chamond, asigurând legătura rutieră între Lyon și Saint-Étienne, prelungirea acesteia fiind realizată prin drumul național 88 în direcția Saint-Étienne.
Având o lungime de 29 de kilometri de la punerea sa în funcțiune integrală în 1983, aceasta este complet gratuită și asigură, de asemenea, accesul către comunele suburbane din sud-vestul Lyonului și estul orașului Saint-Étienne.

## Caracteristici
Autostrada A47, administrată de direcția interdepartamentală a drumurilor Centre-Est, este complet gratuită pentru utilizatori. Este prevăzută cu 2 × 2 benzi (anumite secțiuni ale centurii ocolitoare din Saint-Chamond au 2 × 3 benzi, la fel ca drumul național RN 88 care o prelungește).
Vechea infrastructură a autostrăzii explică traseul său relativ sinuos, lipsa benzilor de urgență, rampele scurte, uzura nodurilor rutiere și, prin urmare, limitarea vitezei pe majoritatea traseului la 90 km/h și chiar la 70 km/h în zona Givors.

## Istoric

### Deschideri succesive
Prima secțiune clasificată ca autostradă a fost deschisă între 1963 și 1964, între Saint-Chamond (La Bachasse, nod rutier 14) și Rive-de-Gier (actualul nod rutier 11). Aceasta a rezultat din conversia unei șosele expres. Traseul trece deasupra orașului Rive-de-Gier pe un pod cu o lungime de 213 m și o lățime de 19 m; construcția podului nu a necesitat evacuarea locuitorilor.
Prelungirea către Givors a fost deschisă la rândul său în 1970. La Givors, autostrada A47 a fost construită pe locul unui fost canal și traversează râul Rhône cu ajutorul unui pod de 300 m.
Secțiunea scurtă dintre Givors și Chasse (în dreptul joncțiunii cu autostrada A7) a fost deschisă în 1983. Traseul Lyon – Saint-Étienne poate fi parcurs în întregime pe autostradă, cu excepția faptului că podul peste râul Rhône nu este clasificat ca parte a rețelei de autostrăzi, ci poartă denumirea de drumul național 388.
Centura ocolitoare a orașului Saint-Chamond a fost deschisă în 1991, iar vechea A47, care traversa orașul, a fost declasificată și redenumită D 288 (șosea expres).
În trecut, autostrada A47 continua până la Saint-Étienne și Firminy. Această secțiune a fost declasificată și integrată în drumul național RN 88.

### Modernizare
În 1998, cu ocazia Campionatului Mondial de Fotbal, secțiunea dintre Saint-Chamond și Saint-Étienne a fost extinsă la 2×3 benzi, însă pe acest tronson poartă denumirea de RN 88.
Traversarea orașului Givors a fost reconfigurată între 2007 și 2009, incluzând modificarea nodului rutier 9.3.
În octombrie 2012, prefecții departamentelor Loire și Rhône au decis, cu titlu experimental, reducerea limitei de viteză la 90 km/h, în timp ce secțiunea dintre Saint-Chamond și Saint-Étienne a rămas limitată la 110 km/h.

## Traseu
| De la A7/A46 până la podul peste râul Rhône la Givors; secțiune de autostradă gratuită, neconcesionată, administrată de DIR Centre-Est.                                                       | |               |
| Intersecție | Nod rutier între A7, A46 și A47: Lyon-centru, Feyzin; Marsilia, Valence, Grenoble, Vienne; Grenoble, Paris, Geneva, Chambéry, Lyon-est (nod rutier parțial).                                    | A7 A46 E15    |
| A47 | |               |
| 8 - Chasse-sur-Rhône | Oraș deservit: Chasse-sur-Rhône. |               |
| A47 | |               |
| Traversarea podului peste râul Rhône la Givors; secțiune gratuită, neconcesionată, care nu are statut de șosea expres (RN 388), administrată de DIR Centre-Est.                               | |               |
| RN388 | |               |
| | Pod peste Rhône. |               |
| | Trecerea din departamentul Rhône în departamentul Métropole de Lyon. |               |
| De la podul peste râul Rhône la Givors până la ieșirea 11; secțiune gratuită, neconcesionată, cu statut de șosea expres și semnalizare rutieră de autostradă, administrată de DIR Centre-Est. | |               |
| A47 | |               |
| 9.1 - Givors-Les Plaines | Orașe deservite: Givors-centru, Grigny, Givors-Les Plaines. | RD386         |
| 9.2 - Givors-centre | Oraș deservit: Givors-centru (nod rutier parțial). |               |
| 9.3 - Givors-Montrond | Orașe deservite: Mornant, Givors-Montrond (nod rutier parțial). |               |
| 10 - Givors-Ouest | Oraș deservit: Givors-vest. |               |
| A47 | |               |
| De la ieșirea 10 până la ieșirea 11; secțiune de autostradă gratuită, neconcesionată, administrată de DIR Centre-Est.                                                                         | |               |
| A47 | |               |
| | Limitare la 90 km/h (sens Lyon - Saint-Étienne). |               |
| | Trecerea din departamentul Métropole de Lyon în departamentul Rhône. |               |
| | Zonă de servicii: Saint-Romain-en-Gier (sens Lyon - Saint-Étienne). |               |
| | Trecerea din departamentul Rhône în departamentul Loire. |               |
| 11 - Saint-Martin-la-Plaine | Orașe deservite: Brignais, Mornant, Saint-Martin-la-Plaine, Rive-de-Gier, Chabanière-La Madeleine.                                                                                              | RD342         |
| A47 | |               |
| De la ieșirea 11 până la ieșirea 14; secțiune gratuită, neconcesionată, cu statut de șosea expres și semnalizare rutieră de autostradă, administrată de DIR Centre-Est.                       | |               |
| RN88 | |               |
| 11.1 | (Acces la autostradă doar în direcția Lyon) (nod rutier parțial). |               |
| | Tunelul Rive-de-Gier. |               |
| 12 - Le Sardon | Orașe deservite: Lorette, Rive-de-Gier. |               |
| 13 - La Grand-Croix | Orașe deservite: Saint-Paul-en-Jarez, Lorette, La Grand-Croix, Parcul Natural Regional Pilat.                                                                                                   |               |
| 14 - Saint-Chamond-Est | Orașe deservite: Saint-Chamond-centru, L'Horme, Saint-Chamond-Fonsala (nod rutier parțial). | M288          |
| RN88 | |               |
| De la ieșirea 14 până la ieșirea 16; secțiune de autostradă gratuită, neconcesionată, administrată de DIR Centre-Est.                                                                         | |               |
| A47 | |               |
| 15 - Saint-Chamond-Stelytec | Orașe deservite: Cellieu, L'Horme, Saint-Chamond-Stelytec, Saint-Chamond-Gentialon. |               |
| | Zonă de servicii: Le Pays du Gier (în ambele sensuri). |               |
| 16 - Saint-Chamond-Izieux | Orașe deservite: Saint-Chamond-centru, Sorbiers, Saint-Chamond-Izieux, Parcul Natural Regional Pilat, Saint-Chamond-La Varizelle.                                                               |               |
| A47 | |               |
| De la ieșirea 16 până la A72; secțiune gratuită, neconcesionată, cu statut de șosea expres (RN88), administrată de DIR Centre-Est.                                                            | |               |
| RN88 | |               |
| | Limitare la 110 km/h (sens Saint-Étienne - Lyon). |               |
| 17 - Saint-Chamond-La Varizelle | Orașe deservite: Saint-Chamond-Izieux, Saint-Chamond-La Varizelle, Parc d'Activités de la Varizelle (nod rutier parțial).                                                                       |               |
| | Zonă de servicii: La Chabure (sens Saint-Étienne - Lyon). |               |
| 18 - Saint-Étienne-Terrenoire | Oraș deservit: Saint-Étienne-Terrenoire. |               |
| Intersecție | Nod rutier între A72, RN488 și RN88: A89 (Clermont-Ferrand), Roanne, Saint-Étienne-La Terrasse, Saint-Étienne-centru; Le Puy-en-Velay, Firminy, Saint-Étienne-Beaulieu, Saint-Étienne-Bellevue. | A72 RN488 A89 |